# سرخس لا شكلي
سرخس لا شكلي (الاسم العلمي: Polypodium amorphum) هو نوع نباتي يتبع جنس السرخس من فصيلة السرخسية.